# Eckardts
Eckardts ist ein Dorf und Ortsteil der Gemeinde Schwallungen im Landkreis Schmalkalden-Meiningen (Thüringen).

## Geographie

### Geographische Lage
Der Ort liegt in der Vorderrhön, an der Grenze zum Thüringer Wald. Die höchste Erhebung in der Ortsflur ist der 452 m hohe Röhrberg. Der mitunter auf (älteren) Karten zu findende Name Rührberg, mit -ü- statt -ö-, ist ein Fehler der preußischen Messtischblattaufnahme aus dem 19. Jahrhundert.

### Nachbargemeinden
Nachbarorte sind Roßdorf, Rosa, Hümpfershausen, Schwarzbach und Zillbach.

## Geschichte
Um 1145 erfolgt die erste urkundliche Erwähnung. Bischof Embricho von Würzburg bestätigte dabei dem Kloster Zella Ecgihartes als eines seiner Güter. Im Jahre 1183 wird Eckardts als villa Eckeriches urkundlich erwähnt. Um 1250 gehörten Teile von Eckardts den Herren von Frankenstein. Die Grenze von deren Wildbann durchquerte die Eckardtser Flur. Andere Teile von Eckardts gehörten den Herren von Frankenberg zu Helmers. 1317 brach die Herrschaft Frankenstein in diesem Gebiet zusammen. Die ehemals zugehörigen Anteile an Eckardts kamen zu Henneberg. 1360 kamen die Frankenberger Anteile von Eckardts zur Grafschaft Henneberg. Die Henneberger unterhielten in Eckardts einen Fronhof, den so genannten Bauhof, den die Dörfer Eckardts, Hümpfershausen, Schwarzbach und Friedelshausen befrohnen müssen. Der Sage nach habe ein Graf Eckhard den Bauhof bewohnt. Von diesem solle der Ort seinen Namen haben.
1481 wurden vom Glaser zu Eckerichs 1 fl. Steuer erhoben. Die Glashütte stand auf dem Mangel (Anger). Im Jahre 1524 verkaufte Graf Wilhelm IV. von Henneberg den Bauhof an G. Cyrus. 1555 hatte der Ort 30 Häuser. Um 1600 wurde eine Kirche im Ort errichtet.
Aus dem Jahr 1693 ist eine Vierlingsgeburt der Anna Dorothea Rether dokumentiert. 1726 erfolgte der Anbau des Hauptraumes der Kirche. 1799 wurde eine Schule im Ort errichtet. Um 1800 hatte Eckardts drei öffentliche Gebäude, 55 Wohn- und drei Werkhäuser, 349 Einwohner in 77 Familien und 881 Stück Vieh (darunter 422 Schafe und 237 Rinder). Um 1855 erwähnte Brückner eine uralte Linde auf dem Mangel. 1866 war Eckardts während des Deutschen Kriegs Aufmarschgebiet der bayrischen und preußischen Truppen im Vorfeld der Schlacht am Nebel (bei Roßdorf). Um 1870 wurde die landwirtschaftliche Nutzfläche im Zuge der so genannten Separation neu unter den landbesitzenden Bauern verteilt. Dabei wurden schon lange währende Unstimmigkeiten über den Grenzverlauf zu den Nachbarfluren geklärt: Der bisher zur Eckardtser Flur gehörende Teil des Geiersgraben kam zur Nachbarflur Rosas, der bisher zu Eckardtser Flur gehörende Teil der Tiefen Furchen kam zur Nachbarflur Hümpfershausen. Die bisher zu Eckardts gehörenden Wiesengründe in der Winde und im Rödelbach gingen zur Flur Zillbach und damit an Sachsen-Weimar.
1885 wurde eine neue Schule gebaut. Auf dem Mangel wurde 1897 eine neue Dorflinde, die so genannte Kaiser-Wilhelm-Linde (gewidmet Kaiser Wilhelm dem II.) gepflanzt. 1912 begann man mit dem Bau der Wasserleitung durch Eckardts. 1921 erfolgte der Anschluss des Ortes an das Elektroenergienetz. 1934 wurde die neue Schule aufgestockt. 1957 wurde die Ortsstraße erstmals grundlegend erneuert und ausgebaut. 1958 wurde ein Kindergarten errichtet. 1965 endete die Schulausbildung im Ort, die Schulkinder besuchten ab jetzt die neue Schule in Roßdorf. 1960 erfolgte die Zwangskollektivierung und Gründung der LPG „Goldene Ähre“. 1968 wurde eine 200er Milchviehanlage im Ort gebaut. Das Gebäude dominiert auch heute noch den Ortseingang aus Richtung Hümpfershausen. 1970 begann der Bau des Stausees oberhalb der Schildbachsmühle (amtlicher Name: Speicher Eckardts, umgangssprachlich Großer Teich genannt). Von 1982 bis 1983 wurde die abgesetzte Antennenanlage auf dem Röhrberg gebaut und alle Haushalte an den Gemeinschaftsempfang angeschlossen. Bedingt durch die geographische Lage und die auf dem nahen Pleß durch die sowjetischen Truppen betriebene Funkanlage, war in Eckardts vorher der Empfang des DDR-Fernsehens gestört. 1994 wurde Eckardts nach Schwallungen eingemeindet.

## Kultur und Sehenswürdigkeiten

### Bauwerke

#### Kirche

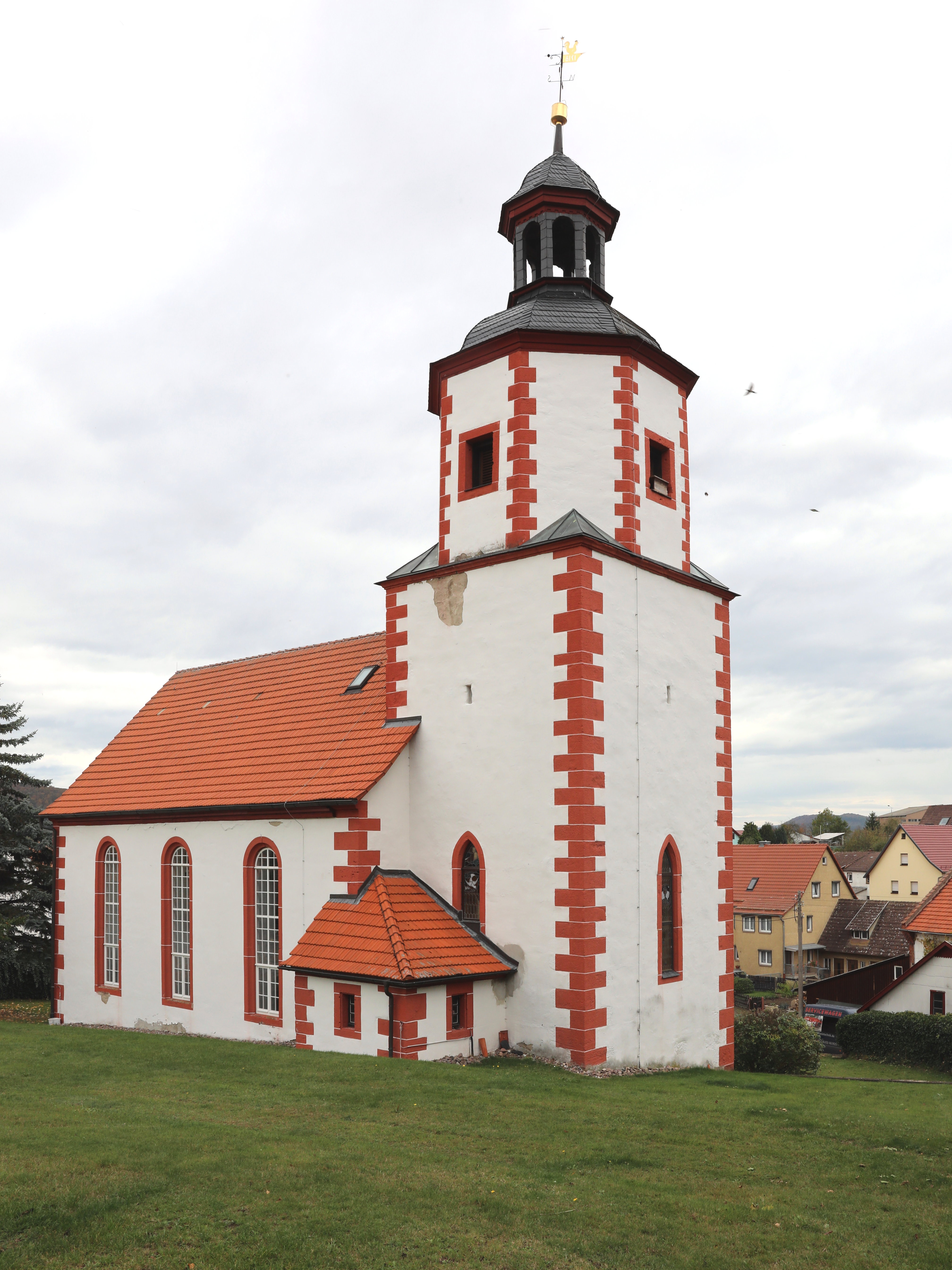
Evangelische Laurentiuskirche

Die evangelische Laurentiuskirche besitzt einen massiven Turm und schmale, spitzbogige Fenster im Erdgeschoss sowie Reste spätgotischer Wandmalerei im Chor. Die Kirche wurde schon mehrfach restauriert, beispielsweise 1991/1992 außen. Der Taufstein stammt vermutlich von 1575, die Glocke von 1477.

#### Schildbachsmühle
Südlich des Ortes im Schildbachsgrund befindet sich die Ruine der Schildbachsmühle und der zugehörige Schildbachsteich. Nachdem die ehemaligen Besitzer der Mühle in den 1950er Jahren in das damalige Westdeutschland gegangen waren, stand diese lange Zeit leer und verfiel zunehmend. Sie diente später als Übungsgelände für die sogenannten Kampfgruppen, die das Mühlengebäude schließlich Anfang der 1980er Jahre sprengten. Die verbliebenen Nebengebäude wurden noch sporadisch durch die LPG genutzt und verfielen schließlich ebenfalls vollkommen.

### Naturdenkmäler

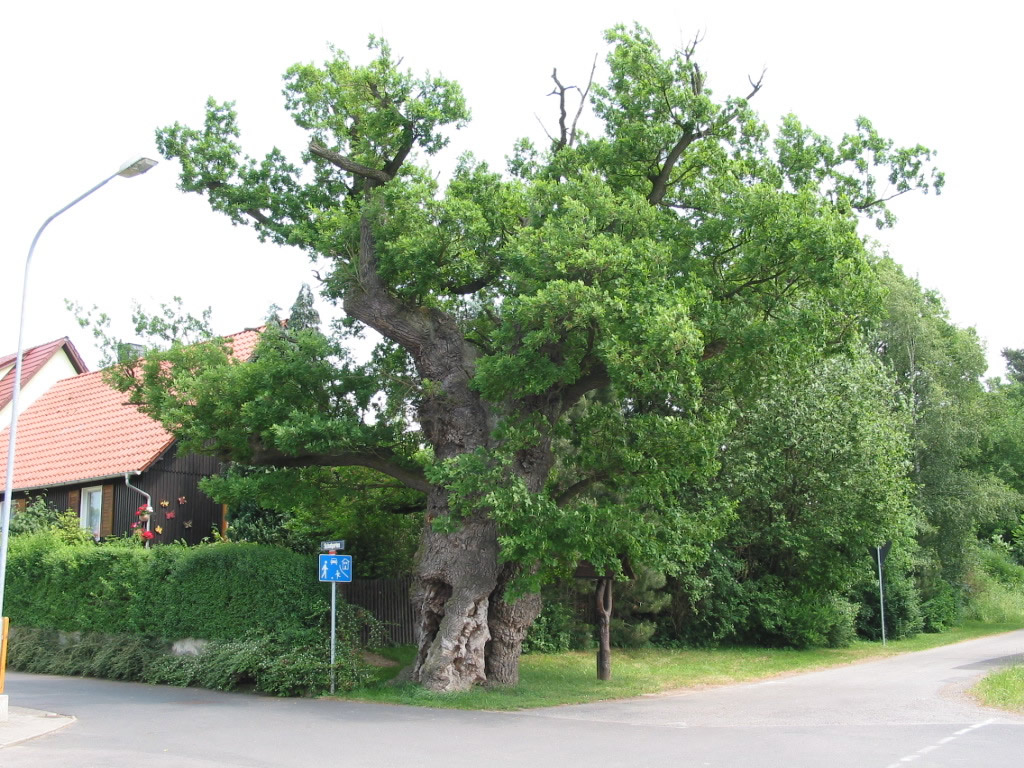
Die Hohle Eiche

- Ein besonderes Naturdenkmal ist die „Hohle Eiche“, durch deren Stamm man hindurchgehen kann. Sie befindet sich am Ortsrand in Richtung Schwarzbach. Der Brusthöhenumfang beträgt 6,26 m (2014).[3]
- Entlang der Waldgrenze zum Zillbacher Forst ziehen sich die Reste einer Landwehranlage, beginnend an der Winde (oberhalb des Sportplatzes) bis zum Rödelbachsgrund. Im Hennebergischen wurden solche Grenzanlagen als Hähl, Höhl oder Hohl bezeichnet.
- Der gleichen Linie folgend finden sich Grenzsteine, die auf einer Seite die Beschriftung SM (=Sachsen-Meiningen) und auf der anderen SWE (=Sachsen Weimar Eisenach) tragen.
- Eine zweite Landwehranlage zog ebenfalls an der Winde beginnend in westlicher Richtung, nördlich am Ort vorbei zum Steinfirst (heute als Steinforst bezeichnet) über den Gotteskopf weiter in Richtung Kaltenlengsfeld. Von ihr sind in der freien Ortsflur keine Reste erhalten, sie lässt sich aber noch anhand von Flurnamen nachweisen. Im Steinforst setzen dann erhaltene Reste ein. Diese Landwehranlage folgt im Wesentlichen dem Verlauf der alten Frankensteiner Wildbanngrenze und stellte einmal die Nordgrenze des mittelalterlichen Amt Sand dar.
- Südlich des Orts liegt im Wiesengrund ein kleiner Stausee. Er wurde 1970 auf einem Flurstück, das sich Wildsee nannte, errichtet und dient der Fischzucht.

### Flurnamen
Unter dem Titel Die Mikrotoponyme der Gemarkung Eckardts (Landkreis Schmalkalden-Meiningen) unter Berücksichtigung der Hofnamen sowie des Ortsnamens entstand im Jahr 2005 eine wissenschaftliche Staatsexamensarbeit, die sich mit der Sammlung und Deutung der Flur- und Hofnamen der Gemarkung Eckardts sowie deren sprachwissenschaftlicher Erläuterung (inklusive des Ortsnamens) beschäftigt.

### Mundart / Dialekt
In Eckardts wird hennebergische Mundart gesprochen. Ein besonderes Merkmal des Eckardtser Dialekts innerhalb des Hennebergischen ist die sogenannte l-Vokalisation, bei der in- und auslautendes l zu u vokalisiert wird, wie zum Beispiel in Milch → Miuich oder Ball → Bau.